# Ковтун, Валерий Андреевич
Валерий Андреевич Ковтун (10 октября 1942, Керчь, Крымская АССР — 19 февраля 2017, Москва) — советский и российский аккордеонист, композитор, солист Москонцерта, народный артист Российской Федерации (1996).

## Биография
Родился в обычной семье: отец — Андрей Иванович Ковтун (род. 1915), радиоинженер, мать — Тамара Лаврентьевна Ковтун (род. 1914), по профессии мастер.
Первым его педагогом был Григорий Гордеевич Чимирис. После окончания музыкальной школы, а затем и музыкального училища служил в Советской армии, в военно-духовом оркестре. Демобилизовавшись, молодой артист работал в Николаевской филармонии, затем вместе с Махмудом Эсамбаевым, Иосифом Кобзоном, Юрием Богатиковым в качестве солиста и музыкального руководителя. Впоследствии окончил Московский государственный институт культуры (1991), где получил специальность режиссёра массовых представлений.
В 1980 году переехал в Москву и создал инструментальный ансамбль, в составе которого в разные годы играли Иван Юрченко, Виталий Хренов, Евгений Рябой (ударные инструменты), Игорь Кантюков и Назыф Шайхлисламов (контрабас), Михаил Кочетков (гитара). В репертуар квартета входили созданные Валерием Ковтуном обработки и аранжировки многих популярных классических и джазовых произведений отечественных и зарубежных авторов. Среди них: «Танец с саблями» (А. Хачатурян), «Болгарское хоро» и «Домино» (П. Владигеров), «Чардаш» (В. Монти), «Сиртаки» (М. Теодоракис), «Кумпарсита» (Х. Матес Родригес), «Либер-Танго» (А. Пьяццолла), «Аве Мария» (Ф. Шуберт), «Венецианский карнавал» (Н. Паганини), «Полёт шмеля» (Н. Римский-Корсаков), «Бесаме Мучо» (К. Веласкес), «Цветущий май» (А. Полонский), «Брызги шампанского» и «Утомлённое солнце» (Ю. Петербургский), «Ария» (И. Бах), «Любимый мой» (Дж. Гершвин), «Фернандес» (Д. Росс), «Адиос Нанино» (А. Пьяццолла), «Тико-шико» (Эбрю), «Карусель» (Ю. Шахнов), «Пасодобль» (А. Лепин), множество мелодий народов мира. Валерий Ковтун исполнял музыку и собственного сочинения. Многие его композиции вошли в репертуар известных русских и зарубежных аккордеонистов, эстрадных коллективов: «Представление о Париже», «Молдавские наигрыши», «Посвящение L.M. (Вальс женщине)», «Карнавал на Кубе», «Женевский вальс», «Капризная женщина», «Откровение» и многие другие. В. Ковтун написал музыку к мюзиклу «Доктор Живаго». Всего он сочинил более 50 композиций.
Гастролировал в США, Австрии, Германии, Италии, Швейцарии, Финляндии, Испании, Югославии, Корее, Чехословакии, Румынии, Венгрии и многих других странах. Участвовал во многих шоу-программах в Польше и ФРГ. Несколько лет вёл музыкальную программу «Звёзды аккордеона» на радиостанции «Маяк». В октябре 1997 года на сцене ГЦКЗ «Россия» прошла его юбилейная программа «Музыка на бис!». Выпустил две пластинки-гиганта, 22 компакт-диска с аранжировками различных песен и своими авторскими произведениями.
Похоронен на Троекуровском кладбище (участок 25).

## Награды и звания
- Орден Дружбы (10 января 2008 года) — за заслуги в развитии культуры и искусства и многолетнюю плодотворную деятельность[4]
- Медаль ордена «За заслуги перед Отечеством» II степени (1 сентября 2003 года) — за многолетнюю плодотворную деятельность в области культуры и искусства[5]
- Медаль «В память 850-летия Москвы»
- Народный артист Российской Федерации (9 марта 1996 года) — за большие заслуги в области искусства[3]
- Заслуженный артист РСФСР (18 апреля 1990 года) — за заслуги в области советского искусства[6]
- Премия Правительства Российской Федерации в области культуры (23 января 2008 года) — за просветительскую деятельность в области музыкального искусства[7]
- лауреат конкурса исполнителей на народных инструментах (1977)
- лауреат конкурса народного творчества «Радуга» (1982)
- лауреат фестиваля «Сопот-1989»
- лауреат фестиваля «Песня-1990»